# Alfred Achermann
Alfred Achermann (ur. 17 lipca 1959 w Hitzkirch) – szwajcarski kolarz szosowy, srebrny medalista olimpijski oraz wicemistrz świata.

## Kariera
Pierwszy sukces w karierze Alfred Achermann osiągnął w 1982 roku, kiedy wspólnie z Richardem Trinklerem, Danielem Hegglim i Ursem Zimmermannem zdobył srebrny medal w drużynowej jeździe na czas na mistrzostwach świata w Goodwood. Srebrny medal w drużynowej jeździe na czas zdobył także na igrzyskach olimpijskich w Los Angeles w 1984 roku. W zawodach tych partnerowali mu:  Richard Trinkler, Laurent Vial i Benno Wiss. Był to jego jedyny start olimpijski. Poza tym nie osiągał większych sukcesów; był między innymi drugi w Mistrzostwach Zurychu w 1982 roku oraz trzeci w Grand Prix Pino Cerami w 1987 roku. Pięciokrotnie startował w Tour de France, najlepszy wynik osiągając w 1989 roku, kiedy zajął 80. pozycję w klasyfikacji generalnej.